# Lijst van Belgische adelsverheffingen 2003
Personen die in 2003 in de Belgische adel werden opgenomen of een adellijke titel verwierven.

## Graaf
- Ridder Jacques Rogge de persoonlijke titel graaf.

## Baron
- Jonkheer Luc Tayart de Borms, de persoonlijke titel baron
- Jean Cassiers gezegd Juan Cassiers, erfelijke adel en de persoonlijke titel baron
- Léon Cassiers, erfelijke adel en de persoonlijke titel baron
- Jacques Debulpaep, erfelijke adel en de persoonlijke titel baron
- Jacques Franck (1931- ), hoofdredacteur Le Libre Belgique, persoonlijke adel en titel baron
- Rudolf Verheyen, erfelijke adel en de persoonlijke titel baron
- Jonkheer Maurice Velge, de persoonlijke titel baron.

## Barones
- Mia Doornaert, persoonlijke adel en titel van barones
- Hilde Kieboom, persoonlijke adel en titel van barones

## Ridder
- Charles Vandenhove, erfelijke adel en persoonlijke titel van ridder
- Jules Beaucarne, persoonlijke adel en persoonlijke titel ridder